# Iota Carinae
Iota Carinae (ι Car, ι Carinae) é uma estrela da constelação de Carina. É uma das estrelas mais brilhantes no céu noturno. Tradicionalmente, também é conhecida como Aspidiske, Scutulum ou Turais (Tureis).
Iota Carinae é uma estrela da classe A8 ou F0, emitindo um brilho branco-amarelado. Devido a precessão, tornar-se-á a Estrela do Sul por volta de  8100 AD.
Iota Carinae não deve ser confundida com Asmidiske (ξ Puppis), uma estrela ligeiramente menos brilhante numa seção vizinha do céu.